# Pomadasys schyrii
Pomadasys schyrii is een  straalvinnige vissensoort uit de familie van grombaarzen (Haemulidae). De wetenschappelijke naam van de soort is voor het eerst geldig gepubliceerd in 1900 door Steindachner.
De soort staat op de Rode Lijst van de IUCN als Onzeker, beoordelingsjaar 2007.